# Vaart Noordzijde 50
Het woonhuis aan de Vaart Noordzijde 50 in de Nederlandse stad Assen is een monument.

## Beschrijving
In 1780 werd de Drentsche Hoofdvaart doorgetrokken tot aan Assen en in de jaren die volgden werden aan beide zijden woningen gebouwd, aan de noordzijde vanaf 1819. 
Het huis werd rond 1828 gebouwd en is afgeleid van het Asser type, een benaming die in de stad wordt gegeven aan verdiepingsloze woonhuizen met een verhoogde middenpartij. Het oorspronkelijk verdiepingsloze pand is opgetrokken rond 1908 tot twee bouwlagen, door architect Johannes van Houten in opdracht van Egbert Pelinck, vanuit een rechthoekig plattegrond. Het heeft een met pannen gedekt schilddak. De symmetrische voorgevel is vijf traveeën breed, met een centrale entree. Boven de entree is een erker geplaatst, die een balkon met houten balustrade draagt. Aan straatzijde staan stoeppalen met kettingen.

## Waardering
Het pand werd in 1994 in het monumentenregister opgenomen als rijksmonument vanwege de "architectuurhistorische waarde als een mooi en gaaf voorbeeld van laat negentiende-eeuwse woonhuisarchitectuur voor de gegoede burgerij. Het beeldbepalende pand maakt deel uit van de waardevolle, voornamelijk negentiende en vroeg-twintigste-eeuwse bebouwing aan de Vaart en heeft derhalve grote ensemblewaarde." Het pand maakt deel uit van het beschermd stadsgezicht in Assen.